# Nelson Goodman
Nelson Goodman (ur. 7 sierpnia 1906 w Somerville, zm. 25 listopada 1998 w Needham) – amerykański filozof i logik; profesor na Uniwersytecie Harvarda. 
Był przedstawicielem filozofii analitycznej. Zajmował się głównie teorią znaczenia oraz teorią indukcji. 

## Ważniejsze publikacje
- The Structure of Appearance
- Fact, Fiction, and Forecast